# Türkische Verfassung von 1921
Die Türkische Verfassung von 1921 (türkisch 1921 Anayasası) wurde von der noch jungen Großen Nationalversammlung als Gesetz Nr. 85 verabschiedet. Der Grundsatz der Volkssouveränität wurde in Art. 1 geregelt, wobei Sultanat wie auch Kalifat zunächst unberührt blieben. Auf das Prinzip der Gewaltenteilung verzichtete die Nationalversammlung zu Gunsten einer von ihr verkörperten Gewalteneinheit (kuvvetler birliği).
Die provisorische „Kurz-“ oder „Rahmenverfassung“ (çerçeve anayasa) setzte die seit 1908 faktisch wieder geltende Osmanische Verfassung nicht außer Kraft, sodass in diesem Zusammenhang von einer „Doppelverfassungsperiode“ (iki anayasalı dönem) gesprochen wird. Allerdings galt, dass die Bestimmungen des Gesetzes Nr. 85 entsprechend dem Grundsatz „lex posterior derogat legi priori“ diejenigen der Osmanischen Verfassung brachen, falls beide Verfassungen unterschiedliche Auffassungen vertraten. Mit Art. 104 der Verfassung vom 20. April 1924 wurden sowohl das Gesetz Nr. 85 als auch die Osmanische Verfassung außer Kraft gesetzt.

## Entstehungsgeschichte

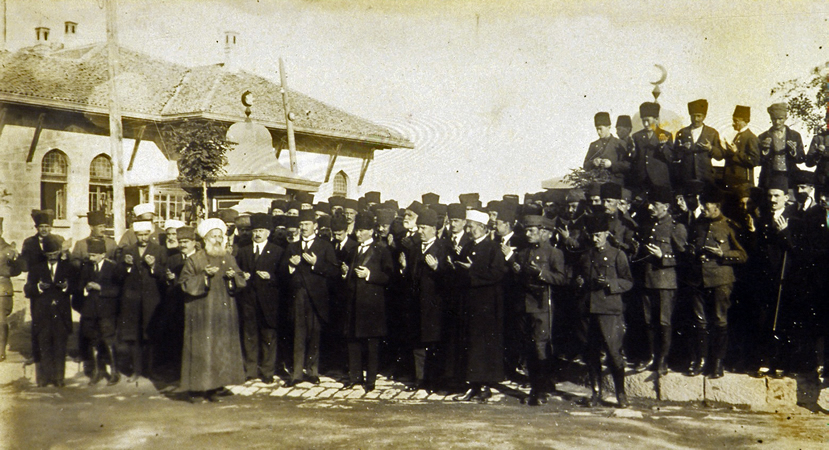
Mitglieder der Nationalversammlung in Ankara

Infolge der Niederlage im Ersten Weltkrieg und der auf dem Waffenstillstand von Mudros basierenden Besatzungspolitik der Alliierten formierte sich eine Widerstandsbewegung unter Führung Mustafa Kemal Paschas. Am 23. April 1920 wurde ein „Alternativparlament“ – die Große Nationalversammlung (Büyük Millet Meclisi) – in Ankara geschaffen.
Ein Verfassungsausschuss (Hukuk-ı oder Kânûn-ı Esâsisiye Encümeni) wird erstmals in einem Sitzungsbericht (Zabıt Ceridesi) der Großen Nationalversammlung am 15. Mai 1920 erwähnt. Der von diesem Ausschuss erarbeitete Entwurf mit dem Titel Büyük Millet Meclisi’nin Şekil ve Mahiyetine Dair Mevadd-ı Kanuniye wurde am 22. August 1920 abgelehnt. Am 18. September 1920 begann die Beratung des Entwurfes zum Gesetz über die grundlegende Organisation (Teşkilât-ı Esâsiye Kanunu Lâyihası). Der Entwurf wurde im Parlament hitzig diskutiert, da nicht ersichtlich war, ob es sich um eine Verfassung oder vielmehr um eine Regierungsprogrammatik handelte. Schließlich wurde der Entwurf am 25. September 1920 an einen zwölfköpfigen Ad-hoc-Spezialausschuss (Encümen-i Mahsus) weitergeleitet. Der überarbeitete Entwurf wurde am 18. November 1920 von dem Abgeordneten für Burdur, İsmail Suphi Bey, vorgestellt und nach etwa zweimonatiger Beratung am 20. Januar 1921 angenommen.

## Inhalt

### Allgemeine Bestimmungen
Im ersten Abschnitt (Art. 1–9) wurden grundlegende Bestimmungen kodifiziert. Bedeutsam war die in Art. 1 festgehaltene Volkssouveränität.

„Hâkimiyet bilâ kayd ü şart milletindir.“

„Die Staatsgewalt steht uneingeschränkt und bedingungslos der Nation zu.“

Dieser Satz findet sich (abgesehen von der Türkisierung des Wortschatzes durch die kemalistische Sprachreform) unverändert noch heute in der türkischen Verfassung:

„Egemenlik, kayıtsız şartsız Milletindir.“

Des Weiteren wurden in diesem Abschnitt die Kompetenzen, Wahlen und die Amtsdauer der Abgeordneten und Minister geregelt. Der Großen Nationalversammlung wurden unter anderem die alleinige Gesetzgebungskompetenz, das Recht zum Friedensschluss und die Befugnis zu einem Aufruf zur Verteidigung des Landes zugesprochen.

### Verwaltung
In Art. 10 war die Verwaltung geregelt. Die Türkei wurde in Provinzen (vilâyet), Kreise (kaza) und (Gau-)Gemeinden (nahiye) aufgeteilt. Diese wurden in den Artikeln 11–21 näher behandelt. Provinzen und Gemeinden hatten die Stellung einer juristischen Person (Art. 11, 16). Die Gaugemeinden setzten sich entweder aus mehreren Dörfern (köy) zusammen oder bestanden aus einer ländlichen Kleinstadt (kasaba). Großstädte waren in der Verfassung nicht vorgesehen. Es existierten auch keine solchen in dem Gebiet, das von der Regierung der Nationalversammlung kontrolliert wurde und in dem die Verfassung bei ihrer Verkündung effektiv gültig war. Die bestehenden Großstädte wie Istanbul oder Izmir standen unter fremder Besatzung und Verwaltung, als die Verfassung in Kraft gesetzt wurde. Moderne Gemeinden (Belediye) wurden erst 1930 eingerichtet.

### Generalinspektion
Die Generalinspektionsbezirke entstanden durch die Zusammenkunft der Provinzen und hatten unter anderem die Aufgabe, die öffentliche Ordnung zu sichern, die Arbeiten der Verwaltungsämter zu inspizieren und die Zusammenarbeit der zum jeweiligen Bezirk gehörenden Provinzen zu koordinieren.

## Bedeutung und Kritik
Im Gegensatz zur oktroyierten Osmanischen Verfassung war das Gesetz von 1921 die erste türkische Verfassung, die auf gewählte Volksvertreter zurückging. Mit der vorläufigen Verfassung des sich neu konstituierenden Staatswesens wurde die Große Nationalversammlung unter ihrem heutigen Namen als „Große Nationalversammlung der Türkei“ festgeschrieben. Sie vereinte erstmals im Namen des Volkes zunächst alle drei Gewalten auf sich. Die rechtsprechende Gewalt sollte erst einige Jahre später unabhängigen Gerichten übertragen werden. Der damalige Exekutivausschuss der Nationalversammlung entwickelte sich mit der Zeit zu einer eigenständigen vollziehenden Gewalt. Faktisch war zunächst ein Parlamentsabsolutismus zustande gekommen.